# Kiwame (série de jeux vidéo)
Kiwame (極, « ultime » ou « absolu ») est une série de jeux vidéo de mahjong développée par Athena et débutée en 1993 au Japon. La série propose des simulations de mahjong japonais traditionnel (riichi), destinées principalement à un public adulte, avec un gameplay axé sur la précision des règles et la reproduction réaliste des parties.
Sakae Nakamura, le développeur de cette série et fondateur d'Athena, révèle dans une interview en 2022 que la création du premier jeu vient d'une rumeur au début des années 1990 selon laquelle les jeux de mahjong et de shōgi se vendaient toujours bien. Il contacte la ligue professionnelle de mahjong du Japon (ja) et entre en contact avec des joueurs professionnels de mahjong, comme Yūkō Itō (ja), pour développer un jeu mettant en scène ces professionnels.
Athena a également sorti une autre série de jeux de mahjong intitulée Shōbushi Densetsu Tetsuya (en).
De nombreux autres jeux de mahjong comportent le terme Kiwame dans leurs titres, en particulier édités par le studio Culture Brain, mais ils n'ont rien à voir avec la série d'Athena (qui a d'ailleurs fermé ses portes en 2013).

## Liste des jeux
Cette liste est tirée du site atwiki.jp.
| Titre                                                                                            | Date de sortie   | Plateforme(s)    | Caractéristiques |
| ------------------------------------------------------------------------------------------------ | ---------------- | ---------------- | --- |
| Pro Mahjong Kiwame プロ麻雀 極                                                                   | 11 juin 1993     | Super Famicom    | Premier de la série Kiwami, sorti sur Project EGG (ja) le 20 décembre 2016 |
| Pro Mahjong Kiwame II プロ麻雀 極II                                                              | 22 juillet 1994  | Super Famicom    | Disponible sur Project EGG à partir du 9 octobre 2018 |
| Pro Mahjong Kiwame GB プロ麻雀 極GB                                                              | 23 décembre 1994 | Game Boy         | Non compatible avec la couleur. Compatible avec le Super Game Boy, périphérique pour Super Famicom, le jeu utilise une source sonore exclusive à la Super Famicom, et un cadre d'interface spécialisé est également disponible                                    |
| Pro Mahjong Kiwame III プロ麻雀 極III                                                            | 30 juin 1995     | Super Famicom    | |
| Pro Mahjong Kiwame S プロ麻雀 極S                                                                | 12 janvier 1996  | Saturn           | |
| Pro Mahjong Kiwame Plus プロ麻雀 極PLUS                                                          | 30 août 1996     | PlayStation      | Disponible en téléchargement à partir du 30 janvier 2008 |
| Pro Mahjong Kiwame for Windows プロ麻雀 極 for Windows                                           | 10 novembre 1997 | Windows          | |
| Pro Mahjong Kiwame 64 プロ麻雀 極 64                                                             | 21 novembre 1997 | Nintendo 64      | |
| Pro Mahjong Kiwame Plus II プロ麻雀 極 PLUS II                                                   | 10 décembre 1998 | PlayStation      | Disponible en téléchargement à partir du 21 mars 2008 |
| Pro Mahjong Kiwame GB II プロ麻雀 極GBII                                                         | 19 mars 1999     | Game Boy         | Compatible couleur |
| Pro Mahjong Kiwame for WonderSwan プロ麻雀 極 for WonderSwan                                     | 7 octobre 1999   | WonderSwan       | Couleur non prise en charge |
| Pro Mahjong Kiwame Tengensenhen プロ麻雀 極 天元戦編                                             | 28 octobre 1999  | PlayStation      | Disponible en téléchargement à partir du 30 avril 2008 |
| Ide Yōsuke no Mahjong Kyōshitsu 井出洋介の麻雀教室                                               | 2 décembre 1999  | PlayStation      | Jeu proposant plusieurs leçons illustrées par Yōsuke Ide (ja), un joueur professionnel, dans un style manga expliquant les règles du mahjong. Disponible en téléchargement à partir du 27 février 2008                                                            |
| Pro Mahjong Kiwame D プロ麻雀 極D                                                                | 30 mars 2000     | Dreamcast        | |
| Pro Mahjong Kiwame Next プロ麻雀 極NEXT                                                          | 31 août 2000     | PlayStation 2    | L'adversaire est Nobuyuki Fukumoto, un mangaka connu pour son manga de mahjong Akagi. De plus, à la suggestion de Sony Computer Entertainment, un système a été introduit pour noter et analyser le style de jeu du joueur, et expliquer en détail ses faiblesses |
| Kiwame Mahjong Deluxe: Mirai Senshi 21 極 麻雀デラックス 未来戦士21                              | 10 août 2001     | Game Boy Advance | |
| Pro Mahjong Kiwame Tengensenhen for Windows プロ麻雀 極 天元戦編 for Windows                     | 26 octobre 2001  | Windows          | |
| Kiwame Mahjong DX II: The 4th MONDO21Cup Competition 極 麻雀DX II The 4th MONDO21Cup Competition | 9 août 2002      | GameCube         | |
| Kiwame Mahjong DX 2: The 4th MONDO21Cup Competition 極 麻雀DX2 -The 4th MONDO21Cup Competition   | 18 décembre 2003 | PlayStation 2    | |